# Stefan Borowiecki
Stefan Józef Borowiecki (ur. 20 sierpnia 1881 w Warszawie, zm. 8 września 1937 w Poznaniu) – polski lekarz psychiatra i neurolog, profesor neurologii i psychiatrii Uniwersytetu Poznańskiego. 

## Życiorys
Syn urzędnika celnego, skarbnika Towarzystwa Kredytowego Ziemskiego, Alfreda Borowieckiego (zm. 1899) i Zofii z Gepnerów (1847–1919), córki Ignacego Gepnera. Był najmłodszy z trójki rodzeństwa. Miał brata Wacława Gerwazego (1876–1952), architekta, i siostrę Marię (1875–1949), działaczkę społeczno-oświatową. Uczęszczał do V Gimnazjum w Warszawie, jego kolegami szkolnymi byli Wacław Sierpiński, Tadeusz Banachiewicz i Marceli Handelsman. Po otrzymaniu świadectwa dojrzałości w 1900 roku studiował medycynę na Cesarskim Uniwersytecie Warszawskim (do 1905). Od 1905 do 1907 był asystentem w Szpitalu dla Umysłowo i Nerwowo Chorych Kochanówka pod Łodzią. W 1907 przez krótki czas pracował w ambulatorium kliniki Jana Piltza w Krakowie. Od maja 1907 do kwietnia 1908 był asystentem zakładu dla umysłowo chorych w Rheinau, a potem pracował na Uniwersytecie w Zurychu pod kierunkiem Constantina von Monakowa. W 1917 roku habilitował się, w 1921 mianowany profesorem nadzwyczajnym Uniwersytetu Poznańskiego. W roku akademickim 1929/30 dziekan Wydziału Lekarskiego Uniwersytetu Poznańskiego.
Z małżeństwa z Jadwigą z Świętochowskich urodziły się córki Anna, zamężna Dylik (1912–2000) i Maria (1917–1943), zamężna za Leonem Płucienniczakiem. Po separacji i rozwodzie z pierwszą żoną, 21 sierpnia 1931 ożenił się z Jadwigą Szpryngier, primo voto Fuksiewicz (1878–1961).
Był członkiem Polskiego Towarzystwa Psychiatrycznego, należał do komitetu redakcyjnego „Rocznika Psychiatrycznego”. Zasiadał w Komisji Lekarskiej Towarzystwa Przyjaciół Nauk w Poznaniu, pełnił funkcję prezesa Polskiego Towarzystwa Neurologicznego. Był członkiem honorowym Akademickiej Korporacji Medyków Uniwersytetu Poznańskiego „Aesculapia”. Odznaczony Orderem św. Sawy.
Zmarł nagle 8 września 1937 roku w Poznaniu. Został pochowany na Cmentarzu parafii św. Wojciecha.

## Dorobek naukowy
W początkowym okresie swojej działalności naukowej koncentrował się na anatomii i patologii układu nerwowego. Później jego zainteresowania przesuwały się coraz bardziej w kierunku badań z zakresu dziedziczności, psychopatologii nerwic i psychopatii.

## Wybrane prace
- Przypadek przemijającej psychozy i rozszczepiania czucia na tle przymiotu. Czasopismo Lekarskie 7 (7/10), s. 240–245, 1905
- Vergleichend-anatomische und experimentelle Untersuchungen über das Brückengrau und die wichtigsten Verbindungen der Brücke. Arbeiten aus dem Hirnanatomischen Institut in Zürich 5, s. 39–239, 1910
- Przyczynek do poznania mechanizmu psychologicznego urojeń prześladowczych. Neurologja Polska, 1911
- Metoda psychoanalityczna Freuda i jej kryterya. Przegląd Lekarski 53 (31, 32), s. 494–497, 502–506, 1914
- Einige Beobachtungen aus dem Verlaufe von Schussverletzungen der peripheren Nerven. Neurologisches Centralblatt 35, s. 434–441, 1916
- Ueber die sogenannten Arhinencephalie und ihre Stellung unter den Missbildungen des Gehirns. Bulletin International de l'Academie des Sciences de Cracovie, Classe des Sciences Mathematiques et Naturelles s. 279–291, 1916
- O niedowładzie nieskrzyżowanym (homolateralnym). Przegląd Lekarski 59 (5), s. 49–52, 1920[14]
- Kilka zagadnień z zakresu postrzałowych uszkodzeń nerwów obwodowych. Gazeta Lekarska 55 (9, 10), s. 96-100, 106-109, 1920
- Badania genealogiczne trzech rodzin ciężko obarczonych usposobieniem do chorób umysłowych. Rozprawy Akademii Nauk Lekarskich, T. 1. Warszawa 1921 s. 274–301.[15]
- Spostrzeżenia i uwagi w sprawie choroby Alzheimera i ograniczonego starczego zaniku mózgu Picka. Nowiny Lekarskie 34 (11, 12), s. 485–490, 1922
- Étude généalogique de trois familles avec prédisposition sérieuse à l'aliénation mentale, avec quelques apercus concernant l'état actuel de la psychiatrie. Bulletin de l′Acad. Polonaise des Sciences medicales 2 (2), 1922
- Uwagi w sprawie kierunku psychologicznego w psychjatrji współczesnej. Rocznik Psychjatryczny 2, s. 1–10, 1925[16]
- Charcot jako neurolog. Nowiny Lekarskie 38 (2), s. 41–45, 1926
- Stan obecny nauki o dziedziczności w psychjatrji. Rocznik Psychjatryczny 6, s. 33-52, 1927
- Błachowski S., Borowiecki S. Epidemja psychiczna w Słupi pod Środą. Rocznik Psychjatryczny 7, s. 176-197, 1928
- Alkohol i dziedziczenie. Rocznik Psychiatryczny 16, s. 24-32, 1931
- Sugestia jako stan czynny. Nowiny Lekarskie nr 7, s. 225–232, 1931
- Stosunek jednostki do otoczenia w nerwicach. Rocznik Psychjatryczny 18/19, s. 173–207, 1932[17]
- Patologja charakteru. Rocznik Psychjatryczny 20, s. 87–100, 1933
- Sen a całokształt życia psychicznego. Rocznik Psychjatryczny 21, s. 11–27, 1933[18]
- Klasyfikacja zaburzeń psychicznych i ich stosunek do t.zw. nerwic. Rocznik Psychjatryczny 23, s. 9–27, 1934[19]
- Wrażenia ze Zjazdu Psychiatrów Niemieckich w Monastyrze. Polska Gazeta Lekarska 13 (31), 1934[20]
- W sprawie programu psychiatrii polskiej. Rocznik Psychjatryczny 25, s. 25–36, 1935
- Dziedziczność w chorobach umysłowych i jej zwalczanie. Higiena Psychiczna 2 (1/3), s. 1–20, 1936
- Stan i potrzeby nauki o dziedziczności w psychiatrii polskiej. Rocznik Psychjatryczny 29/30, s. 30–36, 1937
- Lęki sytuacyjne Prusa. Rocznik Psychiatryczny 32, s. 39–86, 1938